# Гранд Кру
Гранд Кру е окръг в Либерия. Разположен е в югоизточната част на страната и има излаз на Атлантическия океан. Столица на окръга е град Барклайвил. Гранд Кру се дели на 4 района. Площта му е 3894 км², а населението, според преброяването през 2008 г., е 57 913 души.
Основният език в окръга е Гребо, който се говори в няколко значително различни диалекта в различни част на Гранд Кру. В други части окръга населението определя родният си език като езика Кру. В училищата обаче, се използва либерийски английски.

## Икономика
Главната икономическа активност в окръга е земеделието, което се използва главно за изхранване на населението. Най-важни са посевите на маниока и ориз в планинските части на Гранд Кру. Покрай брега е развит риболовът. Царевица се отглежда на по-голяма надморска височина в окръга, далеч от брега. В местата с по-влажен климат в Гранд Кру се отглежда захарна тръстика и различни сортове банани. Култури, отглеждани изцяло за продан са кафето и какаото. Локално растящите бамбук и палмата Пиясава се използват за строителство, направа на килими и кошници. Много тропически плодове, диви и домашно отглеждани, растат в Гранд Кру – портокали, зелени лимони, манго, кокос, плодът на хлебното дърво и др.

## Животински свят
В повечето села могат да се видят домашни птици, едър рогат добитък, овце и кози. Повечето животни в окръга са дребни видове, като по-големите видове умират бързо, поради изключително високата влажност на въздуха, която прави горещината непоносима. Преди гражданската война, огромните влажни гори на Гранд Кру включвали голямо разнообразие от диви животни, включително глигани, антилопи бонго, антилопи дик-дик, мравояди, виверови животни, хипопотам джудже, африкански бивол, маймуна колобус, всички от които преследвани от ловци за храна и кожи. Змии и много малки популации от горски слонове и леопарди също са били срещани преди войната.